# سولومون تایوو
سولومون تایوو (انگلیسی: Solomon Taiwo؛ زادهٔ ۲۹ آوریل ۱۹۸۵) بازیکن فوتبال اهل نیجریه است.
از باشگاه‌هایی که در آن بازی کرده‌است می‌توان به باشگاه فوتبال ساتون یونایتد، باشگاه فوتبال میدنهد یونایتد، باشگاه فوتبال مارگیت، باشگاه فوتبال بروملی، باشگاه فوتبال لوتون تاون، باشگاه فوتبال کاردیف سیتی، باشگاه فوتبال ویموث، باشگاه فوتبال لیتون اورینت، باشگاه فوتبال آلدرشات تاون، باشگاه فوتبال داگنم و ردبریج، باشگاه فوتبال دوور اتلتیک، باشگاه فوتبال توتینگ اند میتچام یونایتد، باشگاه فوتبال چشام یونایتد، و باشگاه فوتبال منزفیلد تاون اشاره کرد.